# Waltersdorfer Dorfbach
Der Waltersdorfer Dorfbach, früher auch Pfarrfluß genannt, ist ein rechtsseitiger Zufluss der Lausur mit einer Länge von ca. 6 km in der Gemeinde Großschönau des ostsächsischen Landkreises Görlitz.

## Beschreibung
Der Bach entspringt nördlich des Waltersdorfer Passes in der Scharte zwischen Lausche (793 m ü. NHN) und Sonnenberg (627 m ü. NHN) in der Waltersdorfer Ortslage Sonneberg im Zittauer Gebirge. Danach fließt der Bach mit nördlicher Richtung durch Neuwaltersdorf. Zwischen dem Butterberg (507 m ü. NHN) sowie dem Ottoberg (520 m ü.NN), der Sängerhöhe (497 m ü. NHN) und dem Kirschhübel (442 m ü. NHN) bildet er ein tiefes Tal, in dem Oberwaltersdorf liegt. Anschließend durchfließt der Dorfbach Altwaltersdorf und erreicht das Großschönauer Becken- und Kuppenland. Sein Unterlauf führt durch den Neuschönauer Busch nach Neuschönau. Der Waltersdorfer Dorfbach  mündet in Neuschönau gegenüber der Neuschönauer Brettmühle am Fuß des Finkenhübels in die Lausur.
Der Waltersdorfer Dorfbach ist auf dem größten Teil seines Laufes ausgebaut und in Natursteinmauern gefasst, zahlreiche Brücken und Stege überqueren ihn. Lediglich auf dem knapp einen Kilometer langen Abschnitt durch den Neuschönauer Busch ist er naturbelassen.

## Mühlen und Fabriken
Die Wasserkraft des Dorfbaches wurde früher zum Antrieb mehrerer Mühlen genutzt.
- Obermühle bzw. Schiefermühle: Sie entstand 1709 und stellte 1908 den Betrieb ein.
- Mittelmühle bzw. Hähnelmühle:  Die älteste der Waltersdorfer Mühlen wurde um 1400 erbaut. In den Jahren 1614/15 wurde der hölzerne Bau abgetragen und neu in Stein aufgebaut. Später wurde sie um eine Bäckerei und ein Sägewerk erweitert. Um 1930 wurde die Bäckerei aufgegeben, 1945 auch das Sägewerk. 1956 wurde die Mühle zum Volkskunde- und Mühlenmuseum umgestaltet.
- Niedermühle : Die 1666 errichtete Mühle wurde 1890 stillgelegt und später zur Möbeltischlerei umgenutzt.

## Hochwasser
Am 7. August 2010 führten Starkniederschläge in Waltersdorf und Neuschönau zur Überflutung von Grundstücken am Dorfbach. Bachmauern, Brücken und Stege stürzten ein, der Kretschamplatz in Waltersdorf wurde unpassierbar.